# Klaus Peter Bruns

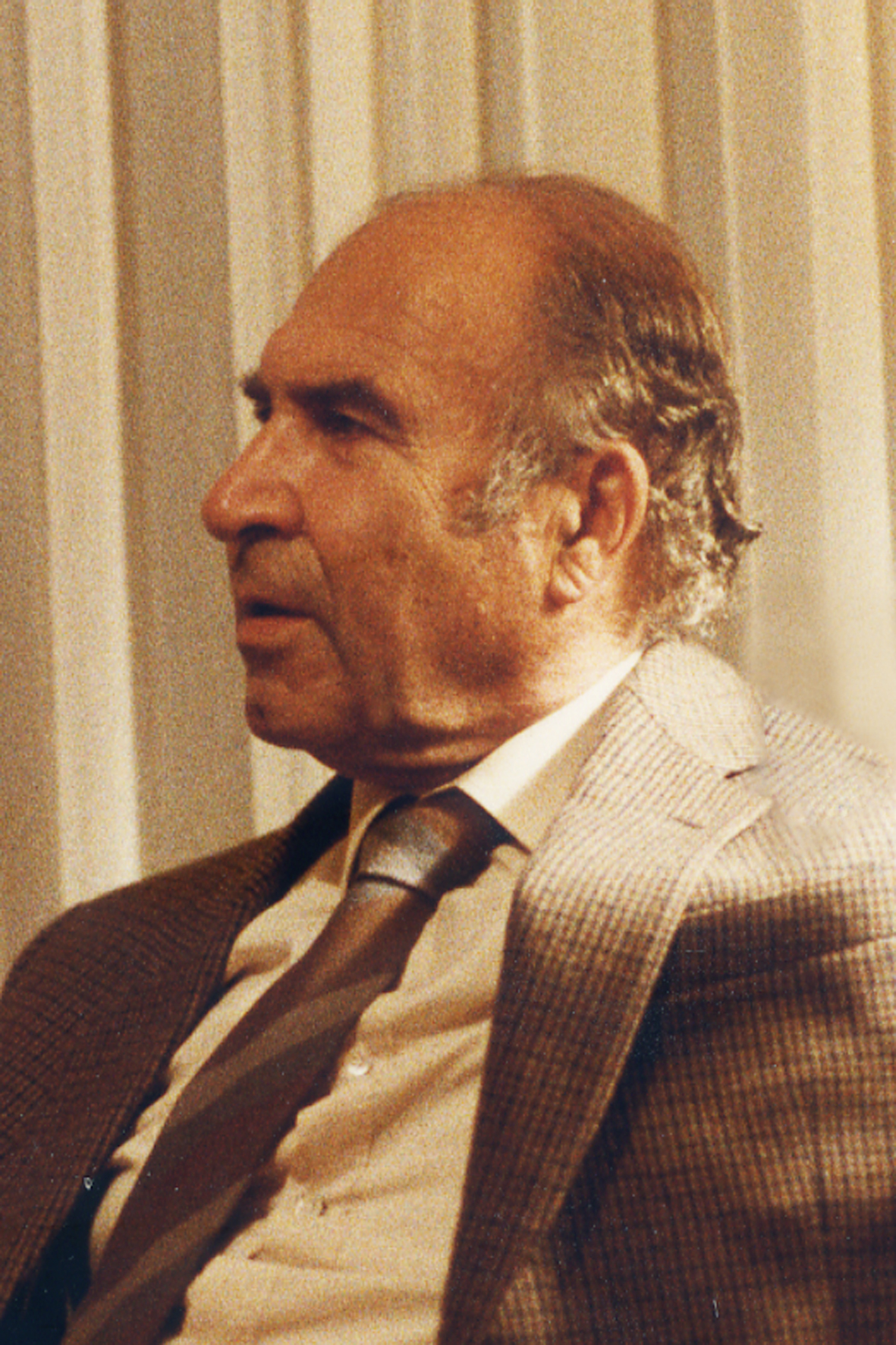
Klaus-Peter Bruns im Jahre 1980

Klaus Peter Bruns (* 28. November 1913 in Krefeld; † 12. Mai 2011 in Göttingen) war ein deutscher Landwirt und Politiker (SPD). 

## Leben und Beruf
Nach dem Abitur 1933 leistete Bruns zunächst freiwilligen Arbeitsdienst und absolvierte dann eine landwirtschaftliche Lehre. Anschließend war er als praktischer Landwirt am Niederrhein, in der Provinz Sachsen, in Südhannover sowie in Pommern tätig. Er nahm als Soldat am Zweiten Weltkrieg teil und wurde während des Krieges als Infanterist eingesetzt. 1944 wurde er von der Gestapo verhaftet. Nach dem Kriegsende war er erneut in der Landwirtschaft tätig und übernahm 1960 als Pächter die Domäne Reinhausen in Gleichen mit 300 Hektar Anbaufläche. 1947 gehörte er zu den Mitbegründern der Agrarsozialen Gesellschaft, der er von 1978 bis 1992 vorstand. Danach nahm er bis kurz vor seinem Tod als Ehrenmitglied aktiv an den Vorstandssitzungen teil.

## Partei
Bruns trat 1946 in die SPD ein und war Mitglied des Landesvorstandes der Sozialdemokraten in Niedersachsen. Bereits als Vorsitzender des SPD-Unterbezirks Göttingen von 1946 bis 1964 erwarb er sich großes Ansehen als "sachkundiger Pragmatiker und stets nahe bei den Menschen operierender Politiker".

## Abgeordneter
Bruns war von 1952 bis 2002 Ratsmitglied der Gemeinde Reinhausen bzw. der Gemeinde Gleichen und seit 1954 Kreistagsmitglied des Kreises Göttingen. Nach der Landtagswahl in Niedersachsen am 19. Mai 1963 (die SPD erhielt 44,9 % der Stimmen und blieb stärkste Partei) zog er in den Landtag ein, ebenso 1967, 1970, 1974, 1978, 1982 und 1986.
Im  Niedersächsischen Landtag war er von 1966 bis 1970 einer der stellvertretenden Vorsitzenden der SPD-Fraktion, von 1965 bis 1967 Vorsitzender des Ausschusses für Ernährung und Landwirtschaft und von 1967 bis 1970 Vorsitzender des Ausschusses für Ernährung, Landwirtschaft und Forsten. 
1986 bis 1990 amtierte er als Alterspräsident des Landtages.

## Öffentliche Ämter
Bruns amtierte von 1954 bis 1981 als Bürgermeister der Gemeinde Reinhausen bzw. der Gemeinde Gleichen. Von 1958 bis 1970 sowie von 1976 bis 1981 war er Landrat des Kreises Göttingen.
Am 8. Juli 1970 wurde er zudem als niedersächsischer Minister für Ernährung, Landwirtschaft und Forsten in die von Ministerpräsident Alfred Kubel geführte Landesregierung berufen. Während seiner Amtszeit wurde in Niedersachsen das bundesweit erste Abfallbeseitigungsgesetz eingeführt. Nach der Wahl von Ernst Albrecht zum Ministerpräsidenten schied Bruns am 13. Februar 1976 aus der Regierung aus und wurde in seinem Ministeramt von Gerhard Glup abgelöst. Bruns verstarb am 12. Mai 2011 im Alter von 97 Jahren im Evangelischen Krankenhaus Weende.

## Ehrungen
- 1969: Großes Verdienstkreuz der Bundesrepublik Deutschland
- 1975: Großes Verdienstkreuz mit Stern der Bundesrepublik Deutschland
- 1992: Niedersächsische Landesmedaille